# Smučarski teki na Zimskih olimpijskih igrah 2010 - moška štafeta 4X10 kilometrov
Smučarski teki na Zimskih olimpijskih igrah 2010 - moška štafeta 4X10 kilometrov, tekma je potekala 24. februarja 2010. 

## Rezultati
| Poz | Št | Država                                                                                 | Čas                                       | Zaostanek |
| --- | -- | -------------------------------------------------------------------------------------- | ----------------------------------------- | --------- |
| 1   | 6  | Švedska · Daniel Rickardsson · Johan Olsson · Anders Södergren · Marcus Hellner        | 1:45:05,4 27:57,9 27:55,2 24:35,2 24:37,1 | -         |
| 2   | 1  | Norveška · Martin Johnsrud Sundby · Odd-Bjørn Hjelmeset · Lars Berger · Petter Northug | 1:45:21,3 27:59,9 28:27,5 24:38,4 24:15,5 | +15,9     |
| 3   | 11 | Češka · Martin Jakš · Lukáš Bauer · Jiří Magál · Martin Koukal                         | 1:45:21,9 28:22,4 27:36,4 24:34,8 24:48,3 | +16,5     |
| 4   | 9  | Francija · Jean-Marc Gaillard · Vincent Vittoz · Maurice Manificat · Emmanuel Jonnier  | 1:45:26,3 27:56,7 28:03,6 24:31,5 24:54,5 | +20,9     |
| 5   | 3  | Finska · Sami Jauhojärvi · Matti Heikkinen · Teemu Kattilakoski · Ville Nousiainen     | 1:45:30,3 27:55,6 28:32,3 24:37,1 24:25,3 | +24,9     |
| 6   | 2  | Nemčija · Jens Filbrich · Axel Teichmann · René Sommerfeldt · Tobias Angerer           | 1:45:49,4 27:58,3 28:22,6 24:43,7 24:44,8 | +44,0     |
| 7   | 5  | Kanada · Devon Kershaw · Alex Harvey · Ivan Babikov · George Grey                      | 1:47:03,2 28:23,8 28:21,3 24:33,5 25:44,6 | +1:57,8   |
| 8   | 13 | Rusija · Nikolaj Pankratov · Peter Sedov · Aleksander Legkov · Maksim Vilegžanin       | 1:47:04,7 28:33,4 28:07,4 24:56,9 25:27,0 | +1:59,3   |
| 9   | 4  | Italija · Valerio Checchi · Giorgio Di Centa · Pietro Piller Cottrer · Cristian Zorzi  | 1:47:16,6 28:22,1 28:34,3 24:39,8 25:40,4 | +2:11,2   |
| 10  | 7  | Švica · Toni Livers · Curdin Perl · Remo Fischer · Dario Cologna                       | 1:47:57,2 28:20,7 28:26,7 25:35,1 25:34,7 | +2:51,8   |
| 11  | 10 | Kazahstan · Sergej Čerepanov · Aleksej Poltaranin · Jevgenij Veličko · Nikolaj Čebotko | 1:49:49,1 28:36,1 27:45,2 26:38,3 26:49,5 | +4:43,7   |
| 12  | 14 | Slovaška · Martin Bajčičák · Ivan Bátory · Michal Malak · Peter Mlynár                 | 1:49:52,0 28:21,2 28:28,7 25:49,6 27:12,5 | +4:46,6   |
| 13  | 12 | ZDA · Andrew Newell · Torin Koos · Garrott Kuzzy · Simi Hamilton                       | 1:51:27,7 28:37,9 30:01,5 25:49,6 26:58,7 | +6:22,3   |
| 14  | 8  | Estonija · Algo Kärp · Jaak Mae · Aivar Rehemaa · Kaspar Kokk                          | 1:51:41,2 29:54,6 28:43,4 25:50,0 27:13,2 | +6:35,8   |